# Tropico (película)
Tropico es un cortometraje, "basado en la historia bíblica del pecado y la redención", protagonizado por Lana Del Rey como Eva y  Shaun Ross como Adán. Dirigida por Anthony Mandler, la película se estrenó el 4 de diciembre de 2013 en el Cinerama Dome de Hollywood, California, antes de ser publicado en la cuenta personal. Cuenta con las canciones «Body Electric», «Gods & Monsters» y «Bel Air», todos tomados del EP de 2012, Paradise.

## Sinopsis

### Parte 1: Body Electric
En comienzo, Adán (Ross) y Eva (Del Rey) viven felices en el paraíso, hasta que Eva cae en la tentación de la serpiente y muerde la Manzana del pecado.
Entonces, Dios los expulsa del Edén (paraíso). También aparece Del Rey interpretando a María, la madre de Jesús.

### Parte 2: Gods & Monsters
Pasan millones de años cuando Adán y Eva vuelven a vivir en la Tierra, en ese entonces, Eva trabaja como estríper y Adán ahora es un empresario mafioso como un castigo por el anterior pecado que habían cometido en el Edén. Al final, Eva ayudada por su marido emborracha y roba el dinero a los clientes del club.

### Parte 3: Bel Air
En la última parte del cortometraje, Dios recita el poema "Why I Love America" de John Mitchum dedicado al empresario Adán y luego, la pareja se retira viajando en un desierto en el que vuelan Ovnis.

## Tropico (EP)
Tropico es un EP de 2013 publicado por Lana Del Rey lleva el nombre del cortometraje del mismo nombre, también protagonizada por Del Rey. El EP incluye la película en sí, junto con las tres canciones que aparecen en Paradise: "Body Electric", "Gods and Monsters", y "Bel Air".

## Lista de canciones
| N.º | Título            | Escritor(es)                 | Productor(es)              | Duración |  |
| 1.  | «Body Electric»   | *Lana Del Rey - Rick Nowels  | *Nowels - Dan Heath        | 3:53     |  |
| 2.  | «Gods & Monsters» | *Lana Del Rey - Tim Larcombe | *Larcombe - Emile Haynie   | 3:57     |  |
| 3.  | «Bel Air»         | *Lana Del Rey - Heath        | Heath                      | 3:57     |  |
| 4.  | «Tropico»         | Lana Del Rey                 | Anthony Mandler (Director) | 27:00    |  |